# Oestridae
Los éstridos (Oestridae) son una familia de dípteros braquíceros especializados en un modo de vida endoparásito dentro de los tejidos de animales vivos, incluyendo los vertebrados y el ser humano. Hay aproximadamente 150 especies conocidas en el mundo, llamadas vulgarmente reznos. Producen miasis, que causa grandes pérdidas económicas en el ganado doméstico. Sólo una especie de éstrido está especializada en parasitar al ser humano, Dermatobia hominis, aunque otras especies han sido encontradas ocasionalmente.
Se hallan en muchas partes de regiones templadas, subtropicales y tropicales. Sus hábitos de vida han dado lugar a muchos nombres como estros, reznos, gusanos de la nariz, gusanos de la cabeza, moscas perforadoras, moscas minadoras, etc.

## Características
Los adultos (imagos) son grandes, peludos y parecidos a una abeja; carecen de piezas bucales y no se alimentan.
Su desarrollo larvario se realiza enteramente dentro del cuerpo vivo del animal que parasitan causando una enfermedad conocida como miasis. La pupa se produce casi inmediatamente después de abandonar al hospedador. Además, sirven de vectores para varias enfermedades y son responsables de transmitirlas a los animales de los que se alimentan.
Durante muchos años el género Cephenemyia (mosca de los ciervos) se citó como el insecto con vuelo más rápido en el Libro Guinness de récords mundiales, pero ese récord ha sido refutado.

## Ciclo de vida

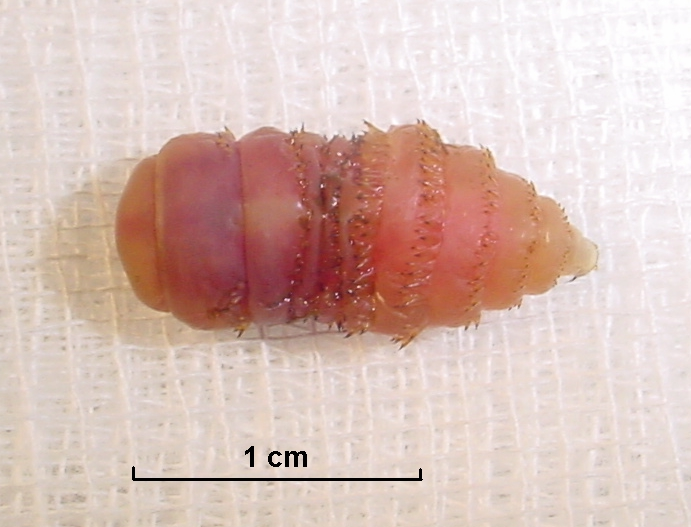
Larva de Gasterophilus intestinalis

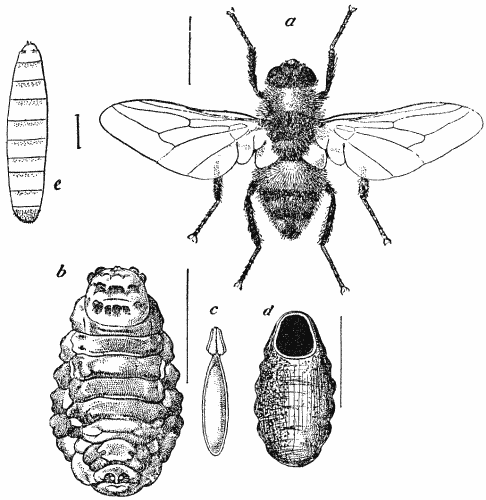
Hypoderma bovis

En muchas especies las hembras son larvíparas, es decir no depositan huevos, sino larvas ya eclosionadas directamente en la piel del huésped, y el calor del cuerpo induce la incubación. Los imagos (adultos) tardan entre 2 y 12 semanas en desarrollarse, en función del clima y de las condiciones del suelo y no viven más de un mes.
Cada hembra puede producir hasta 500 larvas que deposita en pequeños paquetes. Algunas especies se instalan y residen en las vías digestivas cuando son consumidos sus huevos dispersos entre el pasto.
Unas larvas maduran en un mes, pero otras hibernan dentro del animal y permanecen durante unos 9 meses. Se desplazan y se fijan en el interior del animal gracias a unos garfios bucales y caudales bien desarrollados.
Las larvas que viven, se alimentan y hurgan bajo la piel del animal huésped pueden producir una miasis. Las larvas maduras se caen del huésped y completan la etapa pupal en el suelo.

## Síntomas de la enfermedad
La enfermedad que causan no suele ser mortal pero provoca dolor agudo y suele dejar a los animales afectados postrados durante meses. No suelen matar al huésped excepto cuando se produce una parasitación masiva. En ejemplares jóvenes y viejos pueden causar mortandad debido a debilitamiento, daños cerebrales o debido a infecciones cuando la infestación ha sido producida por muchas larvas, sin embargo no es muy frecuente. Las secuelas que causan en el animal son más o menos graves, dependiendo la zona del animal que parasitan. Pueden ocasionar enfermedades mentales, esterilidad en los machos y la pérdida de fertilidad en las hembras. También es frecuente que el estrés producido haga abortar a las hembras atacadas.
A los animales en edad de crecimiento pueden producirles un tamaño y peso final inferior al de un ejemplar no infectado. La producción de leche también puede sufrir, poniendo en peligro a la progenie por hambre, pero se ha observado que, por ejemplo en bóvidos adultos, la infestación generalmente es más limitada, debido a la mayor inmunización después de la primera infestación.
Las ovejas reaccionan vigorosamente ante la presencia de hembras de rezno. Sacuden la cabeza, aprietan la nariz contra el suelo, tratan de esconder la cabeza entre las patas, escapan corriendo, etc. Estas reacciones interrumpen el pastoreo normal y dificultan considerablemente el manejo del rebaño. Las larvas migratorias causan irritación e inflamación en las fosas nasales donde se forma un espeso exudado. Más tarde, al fijarse, las larvas dañan las mucosas nasales, produciendo exudados purulentos y provocando tos y estornudos. El daño puede ser mayor si las larvas penetran en el cerebro.
En general, la estrosis merma el engorde y la producción de lana de modo considerable. Infestaciones masivas, sobre todo en primavera, pueden causar la muerte de los animales.
Por lo que respecta al caballo, se presentan muchas dificultades entre los propietarios para evitar la parasitación, ya que las hembras ponen los huevos en la parte interior de las patas delanteras, en las cañas y rodillas, y a veces sobre la garganta o la nariz, dependiendo de que especie concreta de rezno se trate. Estos huevos parecen gotas pequeñas, como gotas amarillas de pintura. Con cuidado deben ser quitadas durante la estación de las puestas (a finales de verano o principios de otoño o antes de la estación de las lluvias) para prevenir la infestación en el animal.
Cuando un caballo frota su hocico en sus patas, los huevos son transferidos a la boca, y desde allí a los intestinos, donde la larva crece y emigra a la piel. Cuando la larva está lista para salir, un bulto no doloroso del tamaño de un terrón de azúcar aparece sobre el caballo; si el terrón resulta estar donde van la silla o la brida, el caballo quedará en cuarentena hasta que la herida causada por el rezno se cure, en previsión de evitar nuevas infestaciones a otros propietarios.
La migración de la larva por el cuerpo del animal puede causar llagas de boca, úlceras en el estómago, y la obstrucción de la válvula pilórica que puede conducir al cólico. La retirada de los huevos (adheridos al pelo del anfitrión) es difícil, ya que el hueso y tendones están directamente bajo la piel en el metacarpo; los huevos deben ser quitados con un cuchillo filoso (a menudo una hoja de afeitar) o papel de periódico áspero, y cogidos antes de que alcancen la tierra. Durante este proceso la persona también puede infectarse. Los reznos pueden ser controlados con varios tipos de insecticidas, incluyendo diclorvos, ivermectin, y triclorfon .